# Parque fechado

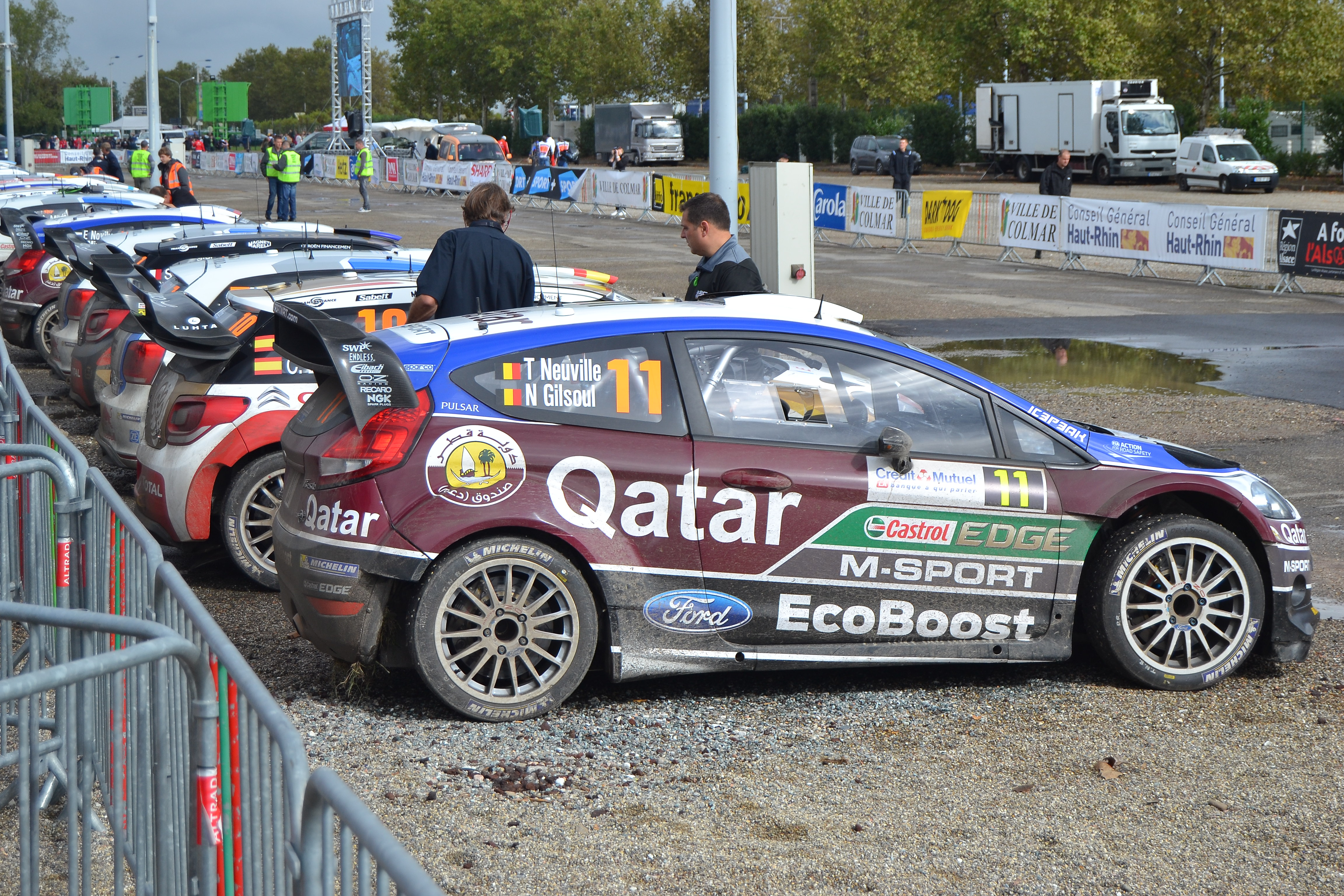
Parque Fechado no rali da França em 2013

Parque fechado (também conhecido como Parc fermé) é um local em competições automobilísticas para onde os veículos são encaminhados e recebem a vistoria técnica após cada etapa. Neste local, apenas os fiscais podem circular. Os mecânicos recebem autorização para retirada dos veículos após o término da vistoria, devendo permanecer o menor tempo possível no local.